# Longwangshan Shuiku
Longwangshan Shuiku (kinesiska: 龙王山水库) är en reservoar i Kina. Den ligger i provinsen Jiangsu, i den östra delen av landet, omkring 97 kilometer norr om provinshuvudstaden Nanjing. Longwangshan Shuiku ligger 29 meter över havet. Arean är 10,5 kvadratkilometer. Trakten runt Longwangshan Shuiku består till största delen av jordbruksmark. Den sträcker sig 4,8 kilometer i nord-sydlig riktning, och 4,2 kilometer i öst-västlig riktning.
Genomsnittlig årsnederbörd är 1 199 millimeter. Den regnigaste månaden är juli, med i genomsnitt 271 mm nederbörd, och den torraste är december, med 26 mm nederbörd.